# Ангелис, Максимилиан де
Максимилиан де Ангелис (нем. Maximilian de Angelis; 2 октября 1889—6 декабря 1974) — австрийский, затем немецкий офицер, участник Первой и Второй мировых войн, генерал артиллерии, кавалер Рыцарского креста с Дубовыми листьями.

## Начало военной карьеры
18 августа 1908 года по окончании Терезианской военной академии получил чин лейтенанта и был направлен в 42-й артиллерийский полк, расположенный в Штайре. С 1 августа 1914 года — обер-лейтенант.

## Первая мировая война
В начале Первой мировой войны воевал на Галицийском фронте, с сентября 1914 — командир батареи. С июля 1915 года — в штабе егерской дивизии (на Итальянском фронте). С мая 1917 — капитан. 3 ноября 1918 года взят в итальянский плен. За время войны награждён двумя орденами.

## Между мировыми войнами
В октябре 1919 года отпущен из итальянского плена. Продолжил службу в армии Австрийской республики. С января 1933 — полковник. После присоединения Австрии к Германии 15 марта 1938 года перешёл на службу в вермахт, в тот же день произведён в генерал-майоры. Перед началом Второй мировой войны — начальник артиллерии 15-го военного округа.

## Вторая мировая война
1 сентября 1939 года назначен командиром 76-й пехотной дивизии (на западной границе Германии).
В мае-июне 1940 участвовал во Французской кампании, награждён Железными крестами обеих степеней, с августа 1940 — генерал-лейтенант.
С 22 июня 1941 года участвовал в войне против СССР, сражался в Молдавии и на Украине. С января 1942 года — командир 44-го армейского корпуса. В феврале 1942 награждён Рыцарским крестом, с марта 1942 — произведён в генералы артиллерии. Участвовал в боях на Кубани и Северном Кавказе. В ноябре 1943 года награждён Дубовыми листьями к Рыцарскому кресту.
В ноябре-декабре 1943 года временно командовал 6-й армией, расположенной на Украине, затем вновь 44-м корпусом. В апреле-июле 1944 года — снова временный командующий 6-й армией, переброшенной в Молдавию.
С июля 1944 года — командующий 2-й танковой армией (на Балканах, танковых частей в этой армии тогда уже не было, только пехота и горные войска). В 1945 году армия отступила из Югославии в Австрию, где 9 мая 1945 сдалась в американский плен.

## После войны
В апреле 1946 года генерал де Ангелис был передан американцами властям Югославии. В октябре 1948 года югославский трибунал приговорил де Ангелиса к 20 годам заключения за бои против югославских партизан. В марте 1949 года генерал де Ангелис передан СССР. В феврале 1952 года советский трибунал приговорил де Ангелиса к 25 годам заключения за бои против советских войск. В октябре 1955 года де Ангелис отпущен в Австрию.

## Награды
- Крест «За военные заслуги» 3-го класса с воинским отличием и мечами (Австро-Венгрия)
- Медаль «За военные заслуги» в бронзе с мечами на ленте Креста «За военные заслуги» (Австро-Венгрия)
- Медаль «За военные заслуги» в серебре с мечами на ленте Креста «За военные заслуги» (Австро-Венгрия)
- Войсковой крест Карла (Австро-Венгрия)
- Памятная военная медаль с мечами (Первая Австрийская Республика)
- Железный крест 2-го класса (13 мая 1940)
- Железный крест 1-го класса (1 июня 1940)
- Орден Михая Храброго 3-го класса (19 сентября 1941, Королевство Румыния)
- Медаль «За зимнюю кампанию на Востоке 1941/42»
- Рыцарский крест Железного креста с дубовыми листьями
  - рыцарский крест (9 февраля 1942)
  - дубовые листья (№ 323) (12 ноября 1943)